# 能勢町立西中学校
能勢町立西中学校（のせちょうりつ にしちゅうがっこう）は、大阪府豊能郡能勢町にあった公立中学校。大阪府立能勢高等学校との間で連携型の中高一貫教育を実施していた。2016年3月に閉校し、能勢町立東中学校と統合の上、能勢町立能勢中学校が新設された。

## 沿革
1947年の学制改革に伴い、西能勢村立西能勢中学校として現在地に開校している。学校敷地は、高等科単独の国民学校だった西能勢国民学校（西能勢高等小学校、1937年開校）のものを転用している。
また西能勢村天王地区には、1947年に西能勢村立天王中学校が開校している。天王地区は人口の少ない集落だが、山間の僻地で他地区への交通の便が悪く通学が困難として、西能勢村立天王小学校（現在の能勢町立天王小学校）に併設する形で独立の中学校として開校した。
1961年には能勢町立東中学校の発足に伴い、名称をあわせる形で西能勢中学校から能勢町立西中学校へと改称している。
1989年には能勢町立天王中学校を統合し、また2003年から閉校まで大阪府立能勢高等学校と連携型中高一貫教育を実施していた。

### 年表
- 1947年4月1日 - 西能勢村立西能勢中学校として開校。
- 1952年9月30日 - 合併による能勢町の発足により、能勢町立西能勢中学校と改称。
- 1961年4月1日 - 能勢町立西中学校と改称。
- 1989年4月1日 - 能勢町立天王中学校（1947年開校）を統合。
- 2003年 - 大阪府立能勢高等学校と連携型中高一貫教育を開始。
- 2016年3月19日 - 閉校式[1]。
  - 能勢町立東中学校と統合し、能勢町立能勢中学校が新設される。

## 交通
- 能勢電鉄妙見線 山下駅 北へ約10km。
- 山下駅から阪急バス乗車、森上バス停下車。